# Tanya Gurr
Tanya Gurr, née en 1977, est une nageuse zimbabwéenne.

## Carrière
Tanya Gurr remporte aux Jeux africains de 1995 à Harare la médaille d'argent sur les relais 4 x 100 mètres nage libre et quatre nages ainsi que la médaille de bronze sur le 200 mètres dos
Aux Jeux africains de 1999 à Johannesbourg, elle est médaillée d'or du relais 4 x 100 mètres nage libre et cinquième de la finale du 200 mètres nage libre,.